# Miomantis preussi
Miomantis preussi är en bönsyrseart som beskrevs av Karsch 1892. Miomantis preussi ingår i släktet Miomantis och familjen Mantidae. Inga underarter finns listade i Catalogue of Life.